# Mesa, Arizona
Mesa je grad u okrugu Maricopa, u američkoj saveznoj državi Arizoni te se nalazi 20 milja istočno od Phoenixa. Grad je smješten u dijelu East Valley metropolitanskog područja Phoenixa. Na sjeveru je okružen indijanskom zajednicom Salt River Pima-Maricopa u kojoj žive Pima i Maricopa Indijanci. Na jugu je grad okružen s gradovima Chandler i Gilbert, na zapadu gradom Tempeom a na istoku s indijanskim mjestom Apache Junction.
S preko 460.000 stanovnika, Mesa je veličinom treći najveći grad u Arizoni, poslije Phoenixa i Tucsona te 38. najveći grad u SAD-u. Grad se smatra najvećim gradom u Sjedinjenim Državama koji nije konsolidiran u gradski okrug ili koji nije sjedište okruga.
Budući da je Mesa od zapada do istoka veoma duga (29 km) te zbog velike površine od 324,2 km², teritorij je podijeljen na Zapadnu i Istočnu Mesu.

## Povijest
Povijest grada seže barem unatrag 2.000 godina do dolaska Hohokama, starog indijanskog naroda. Oni su izgradili izvorni kanalski sustav. Kanali su bili najveći i najsofisticiraniji u prapovijesnom Novom svijetu. Neki su bili široki 27 metara, duboki 3 metra te su se širili 26 km preko pustinje. 1100. godine voda se mogla isporučivati na područje preko 450 km² pretvarajući Sonorsku pustinju u poljoprivrednu oazu. Do 1450. godine Hohokami su konstruirali kanale duge stotine milja od kojih su mnogi i dan danas u uporabi.
Nestankom Hohokama i prije dolaska ranih doseljenika, ovo područje je bilo malo poznato pa njime nisu kročili istraživači. Do kraja 19. stoljeća američka vojska je u blizini današnje Mese pokorila indijansko plamena Apaša otvarajući si put za izgradnju naselja.
Daniel Webster Jones vodio je mormonsku ekspediciju do tog područja. Napuštajući u ožujku 1877. godine St. George u Utahu, Jones i ostali su stigli do područja Lehi, koje se nalazilo unutar sjevernog ruba današnje Mese. Ondje je osnovao naselje koje se u početku zvalo Jonesville i Fort Utah te nije koristilo naziv Lehi do 1883. godine kada je on usvojen na prijedlog Brigham Young Jr.
Istovremeno, druga ekspedicija pod nazivom First Mesa Company stigla je ondje iz Utaha i Idaha. Vođe ekspedicije bili su Crismon, Pomeroy, Robson i Sirrine. Umjesto poziva Daniela W. Jonesa da im se pridruže, oni su se naselili na današnjem vrhu Mese po kojem je grad dobio ime. Iskopali su kanal za navodnjavanje od kojih su neki bili slični kanalima Hohokama. Voda je prvi puta kroz njih potekla u travnju 1878. godine.
Ekspedicija Second Mesa Company stigla je ovdje 1879. te se 1880. naselila na istočnom dijelu gdje je nekoć bila First Mesa Company. Razlog tome bio je nedostatak raspoloživih obradivih površina. To naselje zvalo se Stringtown.
17. srpnja 1878. godine grad Mesa je registrirao 2,6 km² gradskog područja. Prva škola je izgrađena 1879. Grad je 1883. imao 300 stanovnika. Dr. A. J. Chandler koji je kasnije osnovao istoimeni grad Chandler, radio je na proširenju kanala Mesa 1895. godine kako bi se osigurao dovoljni protok vode za izgradnju elektrane.
Tijekom Velike depresije sredstvima iz radničkog progresa osigurana su sredstva za popločavanje ulica, novu bolnicu, gradsku vijećnicu i knjižnicu.
Otvaranjem zračnih luka Falcon Field i Williams Field početkom 1940-ih, na području Mese se počelo kretati više vojnog osoblja. Pojavom klima uređaja i porastom turizma, došlo je do naglog povećanja populacije u gradu kao i u ostatku područja Phoenix. Tome je pridonio i rast industrije, posebice zrakoplovnih kompanija tokom 1950-ih i 1960-ih. Krajem 1960-ih polovica stanovništva Mese živjelo je od poljoprivrede, ali je s vremenom napušten takav način rada uvođenjem podzemne željeznice, čime je stanovništvo prelazilo raditi u industriju.

## Demografija
| Povijest populacije | Povijest populacije | Povijest populacije |
| Godina              | Populacija          | Povećanje u %       |
| ------------------- | ------------------- | ------------------- |
| 1900.               | 722                 | ---                 |
| 1910.               | 1.692               | 134,3%              |
| 1920.               | 3.036               | 79,4%               |
| 1930.               | 3.711               | 22,2%               |
| 1940.               | 7.224               | 94,7%               |
| 1950.               | 16.790              | 132,4%              |
| 1960.               | 33.772              | 101,1%              |
| 1970.               | 63.049              | 86,7%               |
| 1980.               | 152.404             | 141,7%              |
| 1990.               | 288.104             | 89%                 |
| 2000.               | 396.375             | 37,6%               |
| 2008.               | 463.552             | 16,9%               |

Prema podacima od 2006. do 2008. godine, postotak rasa u Mesi iznosio je:
- bijelci: 84,9% (ne-hispano bijelci: 65,6%)
- hispanoamerikanci ili latinosi: 26,5%
- crnci ili afro-amerikanci: 2,7%
- indijanci: 2,1%
- azijati: 1,8%
- stanovnici s Havaja i drugih pacifičkih otoka: 0,2%
- druge rase: 5,8%
- mješavina dvije ili više rasa: 2,5%

Na temelju popisa iz 2001. godine, u Mesi je živjelo 442.445 stanovnika, od čega je u gradu postojalo 146.643 kućanstva i 99.863 obitelji. Gustoća naseljenosti iznosila je 1,224.4 stanovnika na km². Bilo je 175.701 stambenih jedinica uz prosječnu gustoću naseljenosti od 542.8/km².
Od ukupnog broja kućanstva, u njih 33,4% su živjela djeca mlađa od 18 godina dok je 52,7% bračnih parova živjelo je zajedno. Odnos muškaraca i žena iznosio je 98,2 muškarca na 100 žena, dok je na 95,6% muškaraca bilo 100 žena starih ili starijih od 18 godina.
Prosječna primanja po domaćinstvu su iznosila 42.817 USD, dok je prosjek u obitelji iznosio 49.232 USD. Muškarci su u prosjeku ostvarivali dobit od 35.960 a žene 27.005 USD. Prosječni per capita po glavi stanovnika iznosio je 19.601 USD. Oko 6,2% obitelji, odnosno 8,9% populacije je živjelo ispod granice siromaštva.
Stanovništvo Mese prikazuje veliku gospodarsku raznolikost jer su siromašnija gradska područja izgrađena u blizini onih bogatijih. Tako je gradska četvrt "Marlborough Mesa" zajedno s mnogim drugim četvrtima osvojila nagradu zajednice.

## Temperatura
Prema podacima od The Weather Channela, najveće temperature u gradu kreću se od lipnja do kolovoza (od 40 do 41,1 °C), dok je najniža temperatura u razdoblju od prosinca do siječnja (19,4 °C). Gledajući ukupni godišnji period, prosječna temperatura u gradu iznosi 30,28 °C.

## Kulturne znamenitosti
- HoHoKam Park: dom bejzbolaške momčadi Chicago Cubs tokom proljetnih priprema. Ondje se održava turnir WAC Baseball Tournament a tamo je tokom ljeta igrao bejzbolaški klub Mesa Miners.
- Mesa umjetnički centar
- Mesa amfiteatar
- Mesa Arizona hram: najveći hram Mormonske Crkve
- Muzeji:
  - Arizona muzej mladih
  - Commemorative Air Force: muzej vojnih aviona (B-17 Sentimental Journey)
  - Mesa povijesni muzej
  - Arizona muzej povijesti prirode
- Arheološka nalazišta
  - Mesa Grande Ruins
  - Park kanala
- Javne knjižnice
  - Glavna knjižnica (Main Library)
  - Knjižnica Dobson Ranch Branch
  - Knjižnica Red Mountain Branch
- Vodeni park Golfland Sunsplash (pokraj autoceste Ruta 60)
- Bank of America (bivši Western Savings), jedini neboder u Mesi.

## Transport
Pokraj Mese se nalazi nekoliko autocesta, kao što su Ruta 60, državna autocesta koja je kod lokalnog stanovništva poznata kao "Praznovjerna autocesta" koja prometuje između Apache Junctiona i Phoenixa.
Od javnog transporta tu je prijevoz autobusom koji je do srpnja 2008. vozio samo od ponedjeljka do subote. Zbog toga je Mesa bila najveći američki grad bez javnog prijevoza nedjeljom. Na zapadnom dijelu grada nalazi se podzemna željeznica.
Zračni prijevoz se odvija na dvije zračne luke. Falcon Field se nalazi na sjeveroistoku grada te je prvotno izgrađen kao zračna luka za obuku RAF-ovih pilota tokom 2. svjetskog rata. Završetkom rata, luka je počela s odvijanjem civilnog prometa. Pokraj iste luke nalazi se Boeingova tvornica u kojoj se grade jurišni helikopteri AH-64 Apache.
Zračna luka Phoenix-Mesa Gateway nalazi se na jugoistoku grada i opslužuje alternativnu i limitiranu međunarodnu zračnu luku Sky Harbor. Zračna luka Phoenix-Mesa Gateway nekada se zvala Williams Gateway a prije toga bila je zračna baza koja je zatvorena 1993. godine.

## Obrazovanje
Gotovo većina obrazovanja u Mesi odvija se u državnim školama, s nekoliko privatnih škola. Također, u Mesi se nalazi koledž koji je najveći u okrugu Maricopa s više od 24.000 redovnih i izvanrednih studenata. Osim toga, u Mesi se nalazi politehnički kampus Sveučilišta Arizona na jugoistoku grada. Ovaj satelitski kampus upisuje preko 6.000 studenata preddiplomskih i diplomskih studija na znanstvenim i inženjerskim područjima. Treća visoko obrazovna ustanova u Mesi je Medicinski fakultet sa studijima zdravstva.

## Zanimljivosti
- u Mesi je 1981. rođen američki košarkaš Lee Cummard koji je 2009. igrao u NBA momčadi Phoenix Suns tokom Ljetne lige.[16]
- američki country pjevač i skladatelj Waylon Jennings pokopan je u Mesi 2002. godine.[17]
- Prophecy, četvrti studijski album američkog metal sastava Soulfly sniman je u jesen 2003. u glazbenom studiju The Salzmone Studio Oasis u Mesi.[18]

## Sestrinski gradovi
Mesa ima pet sestrinskih gradova, a to su:
- Burnaby, Britanska Kolumbija, Kanada
- Caraz, Peru
- Guaymas, Meksiko
- Kaiping, Kina
- Upper Hutt, Novi Zeland

## Vanjske poveznice
- Ci.mesa.az.us  Arhivirana inačica izvorne stranice od 2. ožujka 2006. (Wayback Machine)
- Visit Mesa
- [neaktivna poveznica]
- Gradska knjižnica
- Mesa Chamber of Commerce
- Putnički vodič kroz Mesu